# Ширяев, Борис Николаевич
Бори́с Никола́евич Ширя́ев (27 октября (8 ноября) 1889, Москва, Российская империя — 17 апреля 1959, Сан-Ремо, Италия) — русский писатель, сторонник Белого движения, неоднократно репрессировался в СССР. Во время Второй мировой войны — коллаборационист, возглавлял оккупационные газеты. Эмигрант «второй волны» изгнания, участник Русского апостолата в Зарубежье.

## Биография
Борис Ширяев родился в Москве в 1889 году в семье родовитого помещика. По окончании историко-филологического факультета Московского университета занимался педагогической деятельностью, театром. Затем учился в Геттингенском университете (Германия). Вернувшись в Россию, окончил Императорскую военную академию. Во время первой мировой войны ушёл на фронт, дослужился до звания штабс-капитана. В 1918 году вернулся в Москву и предпринял попытку пробраться в Добровольческую армию, но был задержан и приговорен большевиками к смертной казни за попытку перехода границы. За несколько часов до расстрела бежал.
В 1922 году — новый арест, Бутырка. Ширяева приговорили к смертной казни, которая была заменена на 10 лет ссылки в Соловецкий лагерь особого назначения (СЛОН). В СЛОНе наряду с каторжными работами Борис Николаевич участвовал в лагерном театре и журнале «Соловецкие острова», где в 1925—26 опубликовал повесть «1237 строк» и несколько стихотворений: «Соловки», «Диалектика сегодня», «Туркестанские стихи» и др. Ширяев собирал и записывал лагерный фольклор, который был издан отдельным сборником тиражом 2000 экз. В 1929 заключение в СЛОНе было заменено ссылкой на 3 года в Среднюю Азию, где Борис Николаевич работал журналистом. По возвращении в 1932 году в Москву Ширяев был снова арестован и сослан на 3 года в слободу Россошь (Воронежская область).
В 1935—1942 годах жил на Северном Кавказе в Ставрополе и Черкесске. До начала Великой Отечественной войны Ширяеву удавалось урывками возвращаться к преподавательской деятельности и читать лекции в провинциальных высших учебных заведениях. Накануне и в начале войны Ширяев преподавал историю русской литературы в Ставропольском педагогическом институте. Женился на своей студентке Нине Капраловой.
После оккупации Ставрополя германскими и румынскими войсками (3 августа 1942 года) и закрытия института Борис Ширяев возглавил редакцию газеты «Ставропольское слово», первый номер которой в объёме четырёх страниц вышел уже через неделю после прихода немцев. Она носила явный антисоветский характер, хотя немецкой цензуре в ней подвергалась только сводка новостей с фронта. Через четыре месяца газету, переименованную в «Утро Кавказа», распространяли уже по всему северокавказскому региону. Кроме издательской работы занимался помощью соотечественникам, добившись освобождения ряда военнопленных.
При подходе к городу советских войск Ширяев ушёл из Ставрополя вместе с немцами. В этот период редактировал газету «Мелитопольский край». В июне 1943 года прибыл в Крым, где выступал на митингах и собраниях с антибольшевистскими докладами, публиковался на страницах коллаборационистской газеты «Голос Крыма». В Симферополе ему был вручен орденский Знак отличия для восточных народов.
В 1944 году провёл несколько месяцев в Белграде.
В конце 1944 года переехал вместе с семьёй в Северную Италию, где работал два месяца при штабе Казачьего стана, выпуская газету «Казачья земля». После вывода казаков в Австрию остался в Италии и оказался в лагере для перемещённых лиц (Капуя), жизни в котором посвящена его первая книга «Ди-Пи в Италии» (1952).
В Италии Ширяеву пришлось добывать средства к существованию различными работами, выкраивая время для написания прозы и литературоведческих статей; к этому периоду относятся его публикации в русских журналах «Возрождение» (с 1950 г.) и «Грани» (с 1952 г.). По мнению историка М. Г. Талалая, именно в это время Ширяев «окончательно сформировался как писатель».
Как филолог он написал по-итальянски и опубликовал научный труд «Обзор современной русской литературы» (1946). Затем в Риме появился рассказ «Соловецкая заутреня», который позднее войдёт в его книгу «Неугасимая лампада». Первые три книги Ширяева — «Ди-Пи в Италии» (1952), «Я человек русский» (1953) и «Светильники Русской Земли» (1953) — вышли в Буэнос-Айресе при содействии его единомышленника, проживающего в Аргентине монархического публициста и издателя Ивана Солоневича, брат которого, Борис Солоневич, также сидел в СЛОНе.
Самое известное произведение Ширяева «Неугасимая лампада», посвященное его пребыванию в лагере на Соловках, писалось с середины 1920-х и было завершено в 1950 году. Это документальный роман из серии рассказов о событиях и встречах автора на Соловецкой каторге. Книга открывалась словами:

Посвящаю светлой памяти художника Михаила Васильевича Нестерова, сказавшего мне в день получения приговора: «Не бойтесь Соловков. Там Христос близко». (Издание 1954 г., С. 7).

Впервые роман был напечатан в 1954 году нью-йоркским «Издательством имени Чехова». Вторым изданием эта книга была репринтно выпущена в СССР в 1991 году московским издательством «Столица».
Ширяев не получил религиозного воспитания, но на Соловках он открыл для себя христианскую веру, а в Италии перешёл к католичеству, чтобы не быть выданным советским властям. Он перевёл гимн Франциска Ассизского. Сборник «Религиозные мотивы в русской поэзии» стал последней книгой писателя, выпущенной католическим издательством «Жизнь с Богом» после его смерти, последовавшей 17 апреля 1959 года в Сан-Ремо, где до сих пор сохраняется его могила.
После смерти Ширяева его супруга Нина вместе с сыном Лоллием Борисовичем эмигрировали в США. В рядах американской армии Лоллий участвовал во Вьетнамской войне.

## Произведения

### Прижизненные публикации
- Ди-Пи в Италии. — Буэнос-Айрес, 1952;
- Я — человек русский! — Буэнос-Айрес, 1953;
- Светильники Русской Земли. — Буэнос-Айрес, 1953;
- Неугасимая лампада. — Нью-Йорк: «Издательство имени Чехова», 1954. — 408 + 6 ненум с. (обложка)
- Последний барин. — 1954;
- К проблеме интеллигенции СССР. — Мюнхен, 1955;
- Кудеяров дуб. — 1958;
- Религиозные мотивы в русской поэзии. — Брюссель, 1962.

### Современные публикации (репринты, переиздания и сборники)
- Неугасимая лампада. — М.: «Столица», 1991. — 416 c. ISBN 5-7055-1167-1 (обложка)
  - Неугасимая лампада. — М.: Сретенский монастырь, 1998. — 432 с. + 1 л. илл. ISBN 5-7533-0247-5, ISBN 978-5-7533-0924-2 (переплёт
  - Неугасимая лампада. — М.: Православный Свято-Тихоновский богословский институт, 2003. — 491 с. ISBN 5-7429-0029-5 (переплёт)
  - Неугасимая лампада. — Москва : Изд. Срет. монастыря, 2004. — 431 с. — ISBN 5-7533-0247-5
  - Неугасимая лампада. — 5-е изд. — Москва : Изд-во Сретенского монастыря, 2008. — 431 с. — ISBN 978-5-7533-0260-1
  - Неугасимая лампада. — Москва : Отчий дом, 2009. — 382 с. — ISBN 5-85280-146-1
  - Неугасимая лампада. — Изд. 3-е. — Москва : ДАРЪ, 2014. — 444 с. — ISBN 978-5-485-00496-5
  - Неугасимая лампада. — М.: Изд-во ПСТГУ, 2023. — 496 с. — ISBN 978-5-7429-1536-2.
- Ди-Пи в Италии. Записки продавца кукол. / Ред., вступ. статья, комм. М. Г. Талалая. — СПб.: Алетейя, 2007. — 230 c. — ISBN 978-5-903354-12-2
- Италия без Колизея / Научн. ред., сост. М. Г. Талалая и А. Власенко. — СПб.: Алетейя, 2014. — 144 с. — ISBN 978-5-90670-524-2
- Бриллианты и булыжники: статьи о русской литературе / Сост. и науч. ред. А. Г. Власенко, М. Г. Талалай. — СПб.: Алетейя, 2015. — 520 c. — (Русское зарубежье. Источники и исследования) — ISBN 978-5-906792-20-4
- Никола Русский. Италия без Колизея (2-е издание) / Науч. ред. М. Г. Талалай; сост. А. Г. Власенко, М. Г. Талалай. — СПб: Алетейя, 2016. — 270 с. — (Русское зарубежье. Источники и исследования) — ISBN 978-5-90670-524-2
- Кудеяров дуб: Повести и рассказы / Науч. ред., предисл. М. Г. Талалай; сост. А. Г. Власенко , М. Г. Талалай. — СПб: ООО «Полиграф», 2016. — 720 с. — (Неизвестный XX век) — ISBN 978-5-91868-017-9
- Люди земли Русской. Статьи о русской истории / Сост. и науч. ред. А. Г. Власенко, М. Г. Талалай. — СПб.: Алетейя, 2017. — 504 с. — (Русское зарубежье. Коллекция поэзии и прозы). — ISBN 978-5-906910-70-7
- Соловецкие сказы / публикация, вступительная заметка М. Г. Талалая; [предисловие], примечания и послесловие Вячеслава Умнягина. — СПб.: Росток, 2019. — 357 с. — ISBN 978-5-94668-260-2
- Религиозные мотивы в русской поэзии / Ред.-сост. М.Г. Талалай. — СПб.: Алетейя, 2022. — 148 с. — ISBN 978-5-00165-519-0.